# Calumma marojezensis
Calumma marojezensis är en ödleart som beskrevs av  Brygoo BLANC och DOMERGUE 1970. Calumma marojezensis ingår i släktet Calumma och familjen kameleonter. IUCN kategoriserar arten globalt som nära hotad. Inga underarter finns listade.